# Ŕ
Ŕ, ŕ — litera alfabetu łacińskiego używana w języku słowackim na oznaczenie długiej zgłoskotwórczej spółgłoski r ([r̩ː]), będącej wydłużonym odpowiednikiem krótkiego zgłoskotwórczego r.
Występuje także w zapisie języka dolnołużyckiego, gdzie oznacza miękkie r ([rʲ]).